# Montserrat (hora)

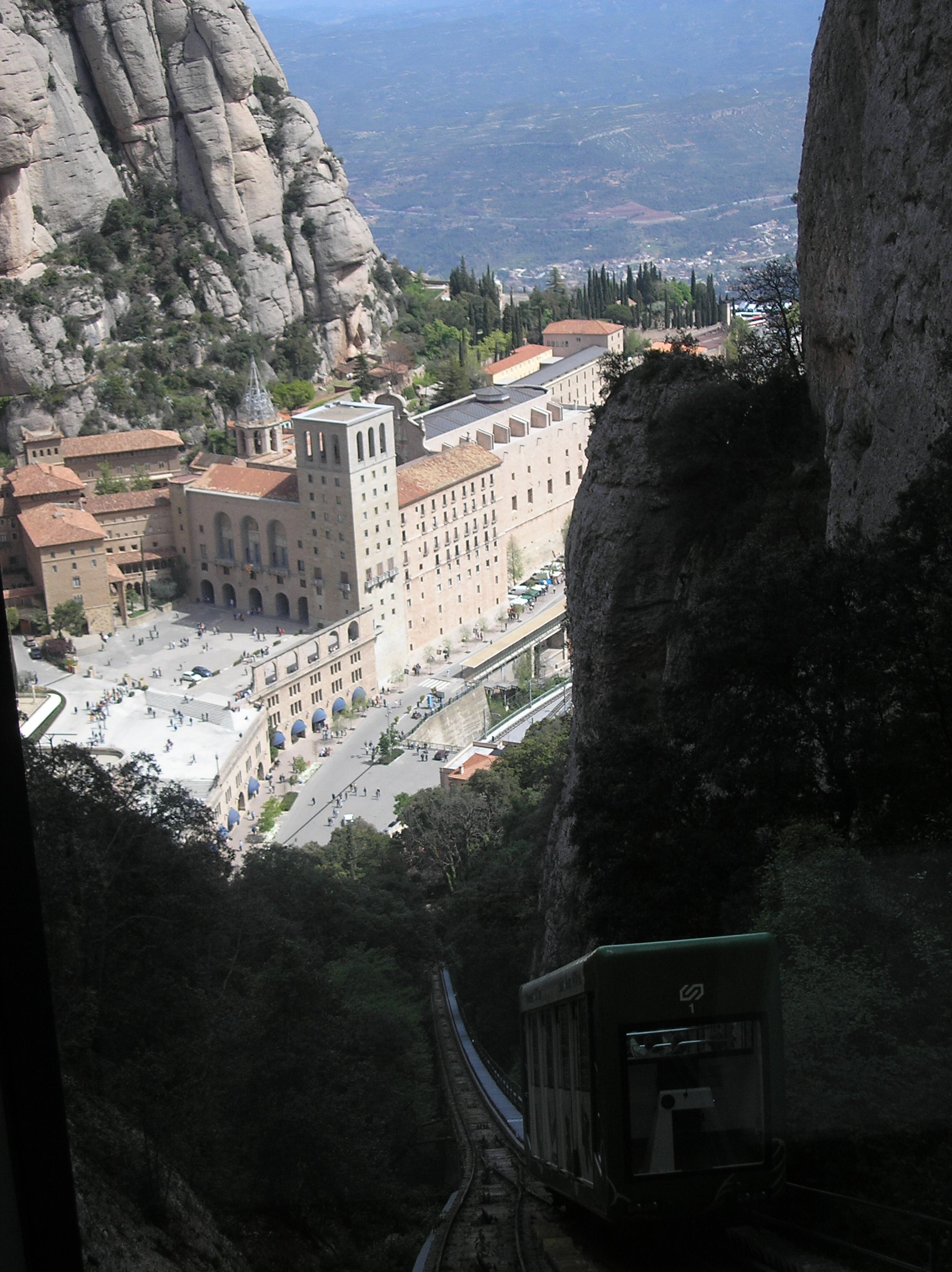
Klášter Montserrat

Montserrat je výrazný vápencový horský masiv, rozkládající se asi 40 km severozápadně od Barcelony. Název (v překladu zubatá hora) pochází od vzhledu silně erodovaného masivu, tvořeného především slepenci, který při pohledu z dálky připomíná pilu se zuby mířícími k nebi. Nejvyšší vrchol Sant Jeroni dosahuje výšky 1236 metrů.

## Klášter
K místu se vztahuje legenda, podle které zde v roce 880 došlo k mariánskému zjevení a následně byla v jedné jeskyni objevena svatá socha.
Na úbočí masivu vznikl v 11. století světoznámý benediktinský klášter Montserrat. Jde o jedno z nejposvátnějších míst Katalánska, zasvěcené Panně Marii Montserratské, jejíž socha – Černá Madona z Montserrat se zde nachází. Klášter se stal poutním místem.
V muzeu v klášteře jsou chovány malby takových mistrů, jako jsou např. El Greco, Caravaggio a Picasso.

## Fotogalerie

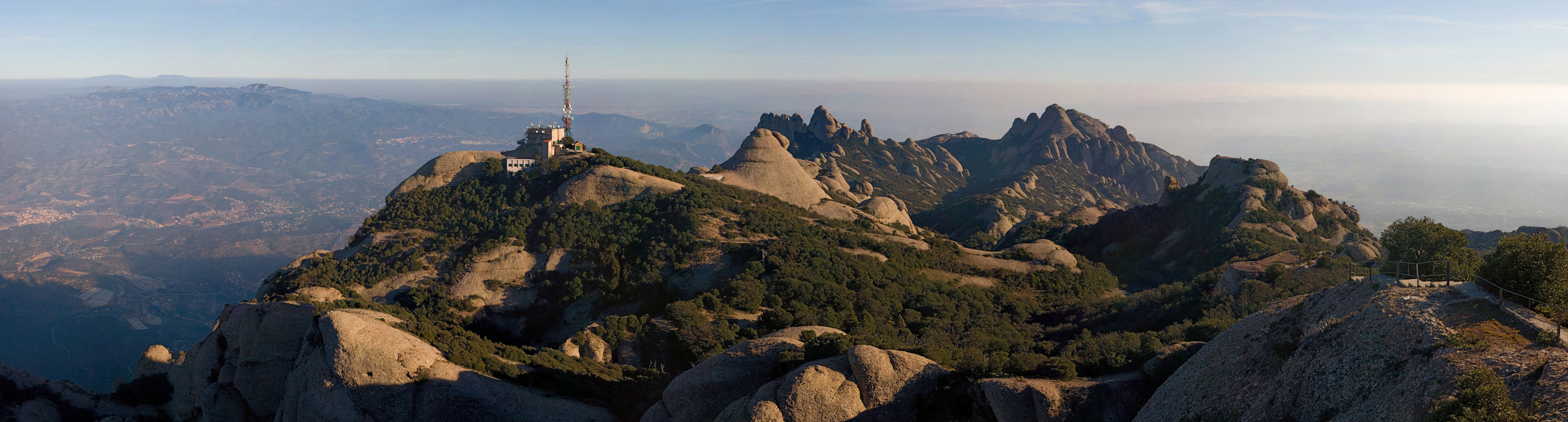
Masiv Montserrat z vrcholu Sant Jeroni

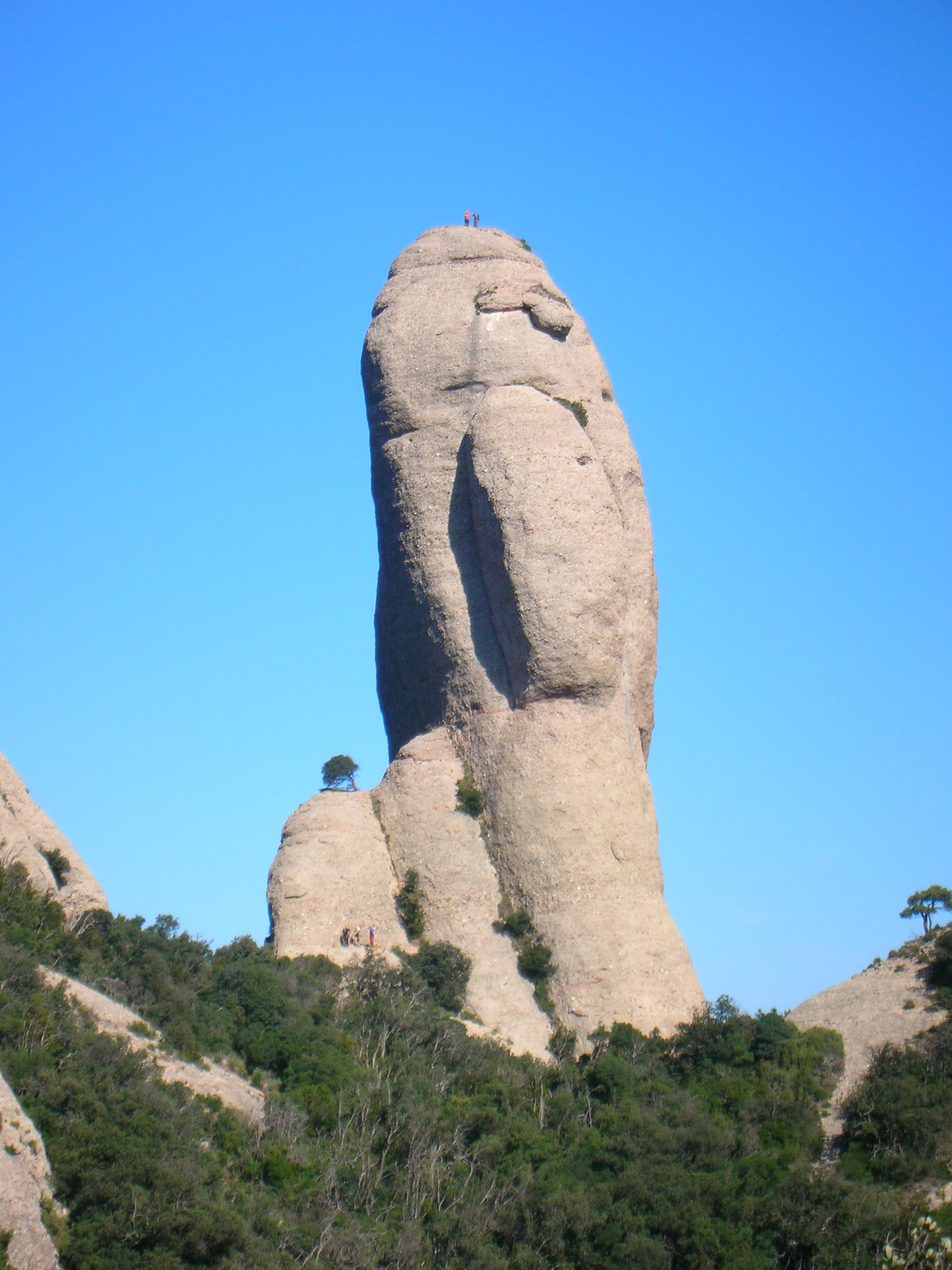
Skála Boží prst

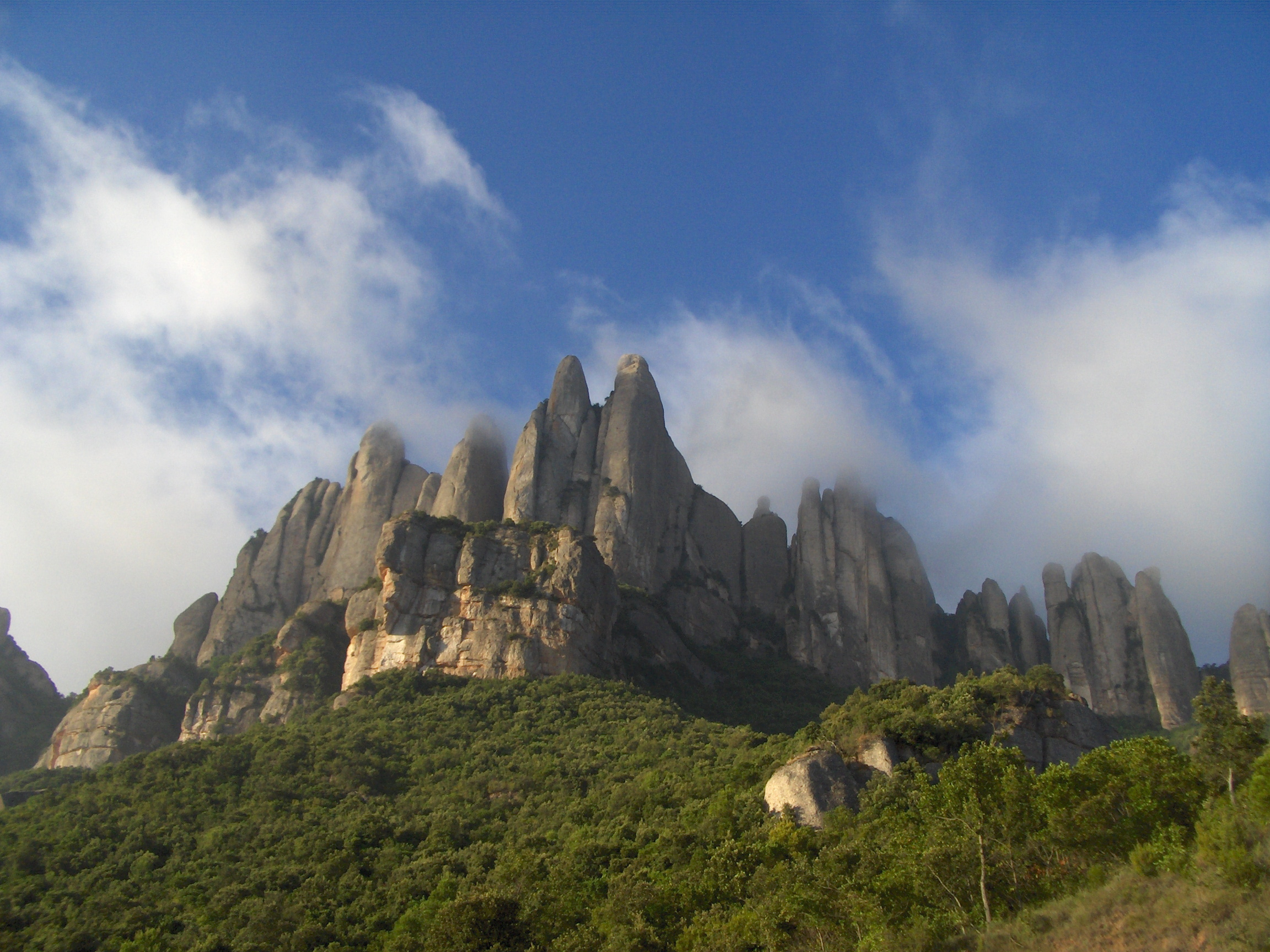
Skály Montserratu ze severu

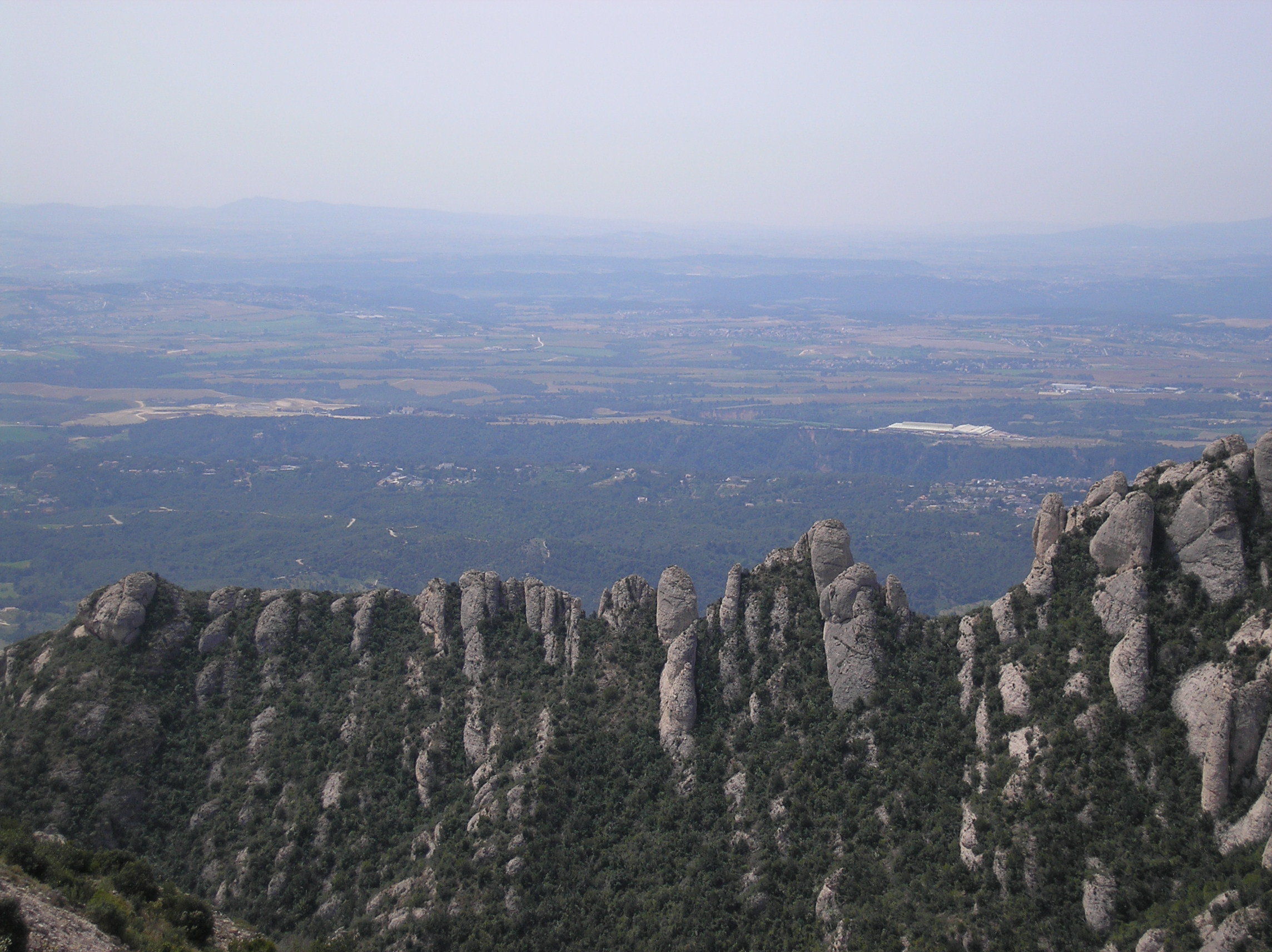
Rozeklané skalní útvary

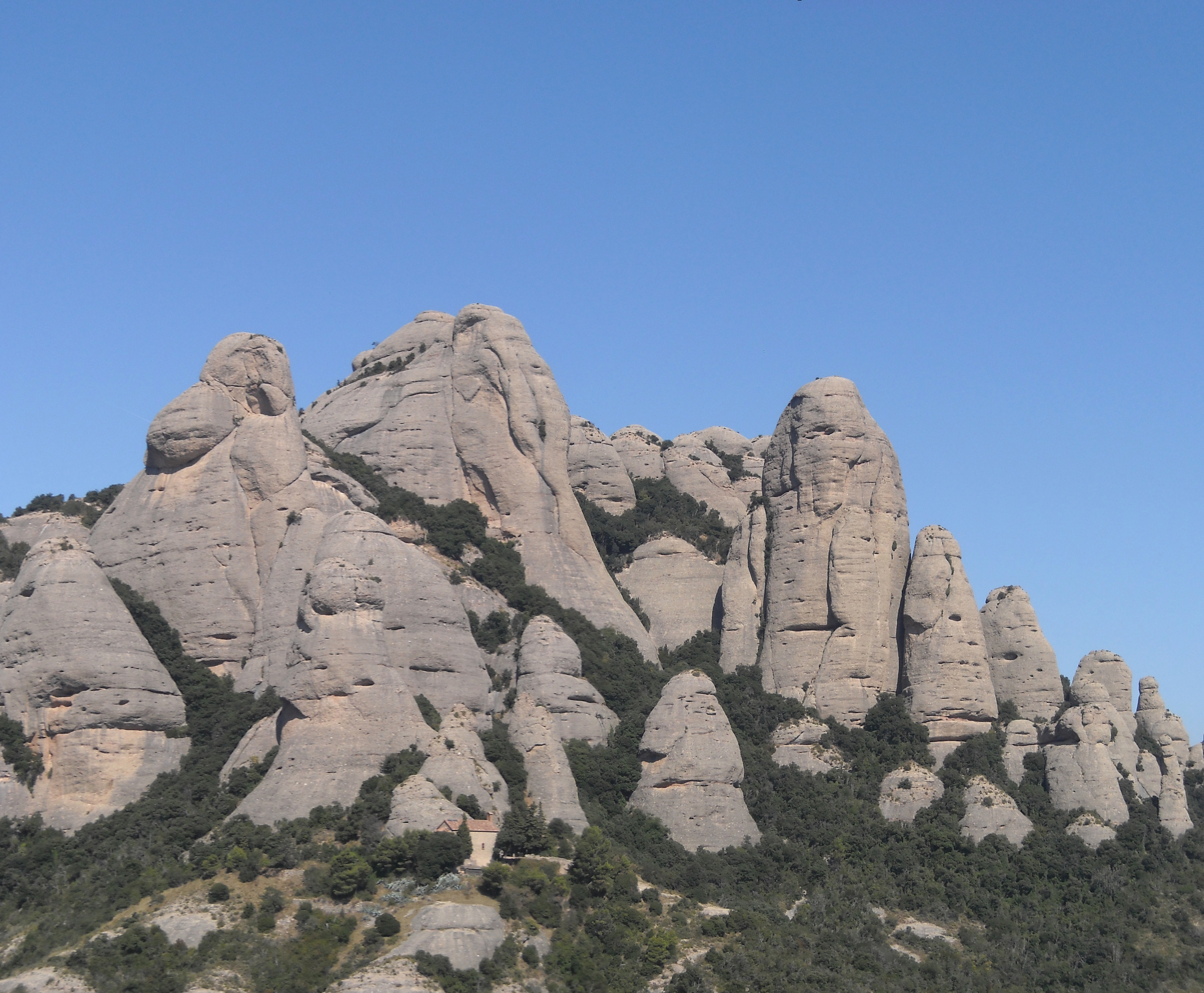
Těhotná, Slon a Mumie